# Chambray-lès-Tours
Chambray-lès-Tours is een gemeente in het Franse departement Indre-et-Loire (regio Centre-Val de Loire). De gemeente telde 11.877 inwoners op 1 januari 2022. De plaats maakt deel uit van het arrondissement Tours.

## Geschiedenis
De plaats werd voor het eerst vermeld in 1245. Tijdens het ancien régime hing Chambray af van de heren van Montbazon. In 1918 werd de naam van Chambray gewijzigd in Chambray-lès-Tours. Tot in de jaren 1970 was Chambray-lès-Tours in hoofdzaak een landbouwdorp. Vanaf de jaren 1960 begon een sterke bevolkingsgroei en groeide de gemeente aan het stedelijk gebied van Tours. In 1973 werd de autosnelweg aangelegd.

## Geografie
De oppervlakte van Chambray-lès-Tours bedroeg op 1 januari 2022 19,4 vierkante kilometer; de bevolkingsdichtheid was toen 612,2 inwoners per km². De gemeente ligt in de historische streek Touraine.
De kaart toont de ligging van Chambray-lès-Tours met de belangrijkste infrastructuur en aangrenzende gemeenten.

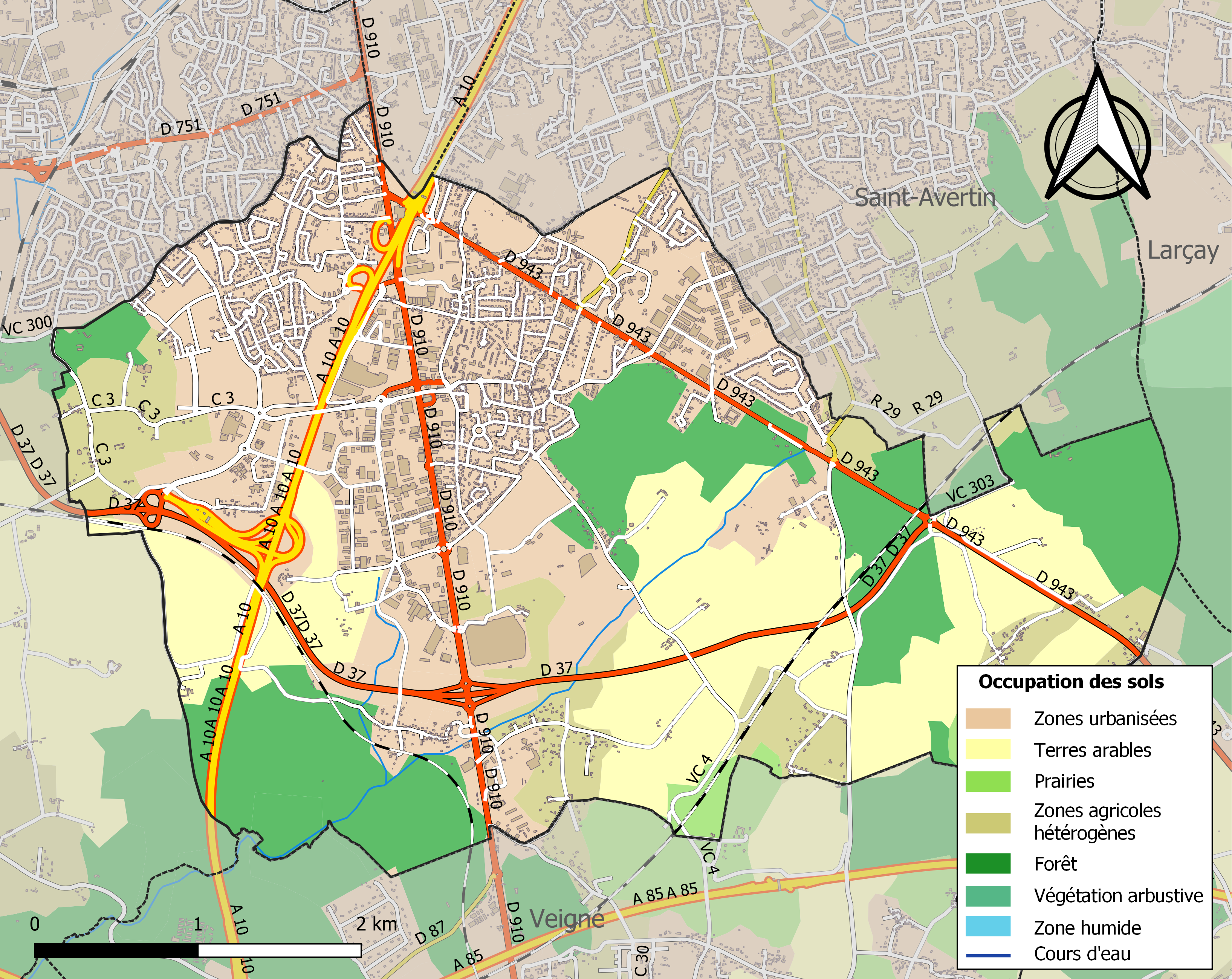
Ligging van Chambray-lès-Tours met de belangrijkste infrastructuur en aangrenzende gemeenten

## Demografie
Onderstaande figuur toont het verloop van het inwonertal (bron: INSEE-tellingen).

## Economie

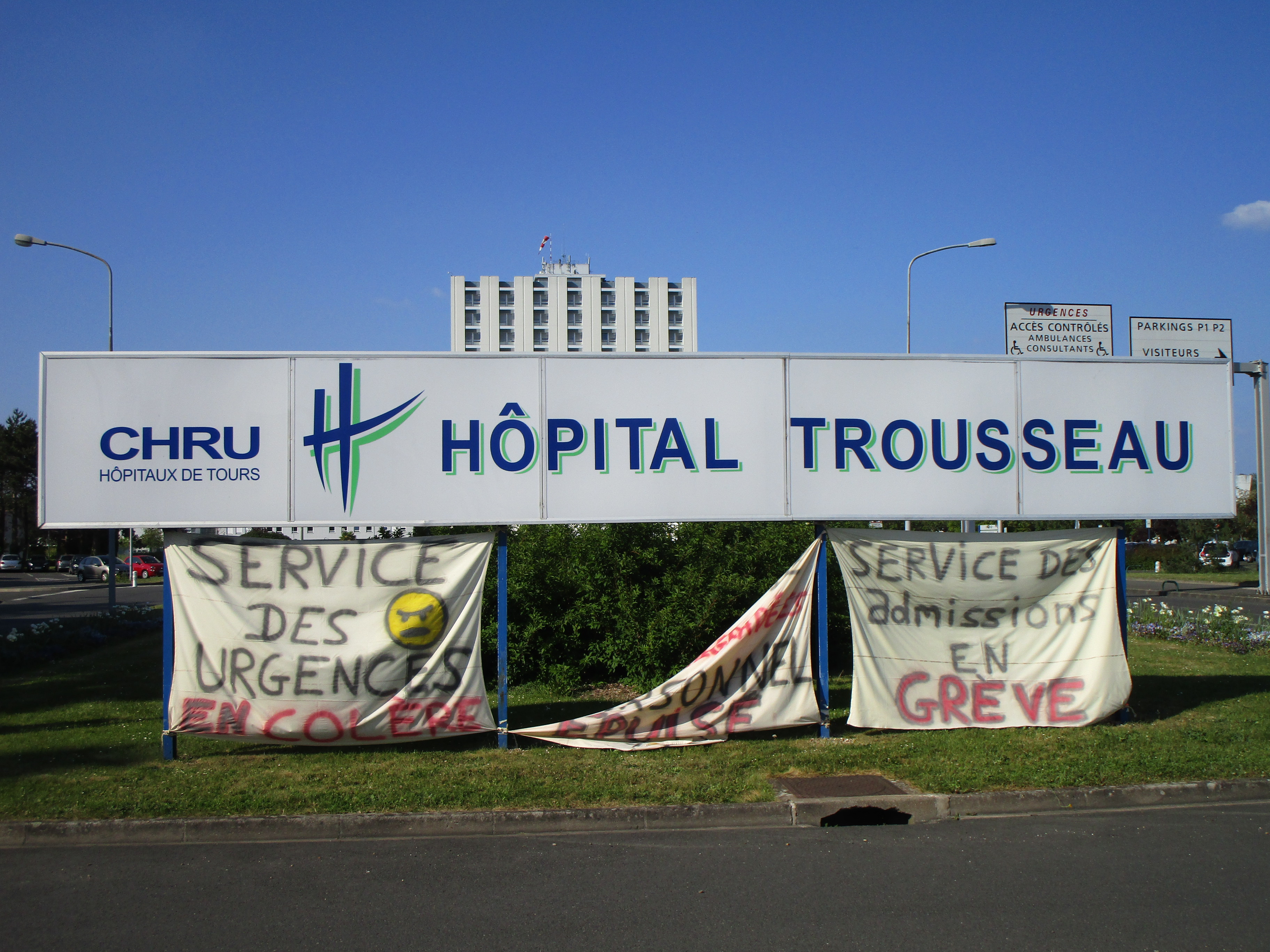
Hôpital Trousseau, een ziekenhuis van de groep CHRU

De autosnelweg A10 loopt door Chambray-lès-Tours. De gemeente heeft goede wegverbindingen en ligt vlak bij Tours. Vanaf de jaren 1970 zijn verschillende bedrijventerreinen aangelegd. Er zijn ook verschillende ziekenhuizen en medische instellingen in de gemeente.

## Bezienswaardigheid
Kasteel La Branchoire gaat terug tot de 16e eeuw. Het kasteel had enkel een woon- en geen defensieve functie. Het kasteel werd herbouwd in de 18e eeuw en werd uitgebreid met nieuwe vleugels in de 19e eeuw, toen graaf Philippe Antoine d'Ornano eigenaar was van het landgoed. Zijn zoon Rodolphe-Auguste d'Ornano was burgemeester van Chambray-lès-Tours en overleed in 1865 in het kasteel.

## Geboren
- Guillaume Boutin (1974), sinds 2019 CEO van telecombedrijf Proximus
- Hervé Bourhis (1974), stripauteur
- Florent Brard (1976), wielrenner
- Mickaël Silvestre (1977), voetballer
- Laurent Bonnart (1979), voetballer
- Zaz (1980), zangeres
- Mathieu Dossevi (1988), Frans-Togolees voetballer
- Adam Ounas (1996), voetballer